# Kościół św. Józefa Robotnika w Kielcach
Kościół świętego Józefa Robotnika – rzymskokatolicki kościół parafialny należący do dekanatu Kielce-Północ diecezji kieleckiej. Znajduje się w kieleckiej dzielnicy Szydłówek.

## Historia i architektura
Zezwolenie na budowę kościoła parafia otrzymała w 1973 roku Budowniczym świątyni był ksiądz proboszcz Jan Kudelski. Dwukondygnacyjny kościół należący do współczesnej architektury sakralnej został zaprojektowany przez: Władysława Pieńkowskiego, Mariana Szymanowskiego, Kingę Pieńkowską-Osińską. Kamień węgielny pochodzący z Grobu Św. Piotra w Rzymie został poświęcony przez papieża Pawła VI i wmurowany w dniu 10 października 1976 roku przez biskupa Jana Jaroszewicza. W 1983 roku rozpoczęto odprawianie Mszy Świętych w górnym kościele. Po ponad dwudziestu latach budowy świątynia została konsekrowana w dniu 19 listopada 1995 roku przez arcybiskupa Józefa Kowalczyka, nuncjusza apostolskiego w Polsce. Przy wejściu głównym do świątyni znajduje się usytuowana na kolumnie figura Św. Józefa z Dzieciątkiem wyrzeźbiona przez Jerzego Sikorskiego. Kościół na planie ćwiartki koła jest dwupoziomowy i posiada w dużej mierze jednoprzestrzenne wnętrze. Sklepienie świątyni jest pokryte monumentalnymi, ażurowo powycinanymi żebrami, zbiegającymi się promieniście nad ołtarzem głównym. Obecny ołtarz z marmuru kararyjskiego został wykonany przez Jerzego Sikorskiego. Stacje drogi krzyżowej wyrzeźbiła Anna Grocholska. W nawie znajdują się ołtarze Matki Bożej Nieustającej Pomocy oraz Św. Józefa. W tym ostatnim jest umieszczona kopia cudownego obrazu Św. Józefa z Kalisza namalowana przez Krzysztofa Jackowskiego. Organy zostały wykonane w Zakładzie Organowym Jana Zycha. W dolnej świątyni ołtarz główny jest ozdobiony figurą Matki Bożej Fatimskiej o oryginalnych rozmiarach, przywiezioną z Portugalii, znajdującą się nad złoconym tabernakulum. W krypcie przedpogrzebowej są namalowane freski autorstwa Łucji i Józefa Ośminów.
Świątynia znajduje się w spisie obiektów gminnej ewidencji zabytków miasta Kielce.
29 grudnia 2013 roku ks. biskup Kazimierz Ryczan podniósł kościół do godności Diecezjalnego Sanktuarium Świętego Józefa Opiekuna Rodziny.